# Meridiano 142 oeste
El meridiano 142 oeste de Greenwich es una línea de longitud que se extiende desde el Polo Norte atravesando el océano Ártico, América del Norte, el océano Pacífico, el océano Antártico y la Antártida hasta el Polo Sur.
El meridiano 142 oeste forma un gran círculo con el meridiano 38 este.
Comenzando en el Polo Norte y dirigiéndose hacia el Polo Sur, el meridiano 142 oeste pasa a través de:
| Coordenadas                         | País, territorio o mar | Notas |
| ----------------------------------- | ---------------------- | --- |
| 90°0′N 142°0′O / 90.000, -142.000   | Océano Ártico          | |
| 73°31′N 142°0′O / 73.517, -142.000  | Mar de Beaufort        | |
| 69°50′N 142°0′O / 69.833, -142.000  | Estados Unidos         | Alaska |
| 60°1′N 142°0′O / 60.017, -142.000   | Océano Pacífico        | Pasa justo al este del atolón Takume, Polinesia Francesa Pasa justo al oeste del atolón Rekareka, Polinesia Francesa Pasa justo al este del atolón Marokau, Polinesia Francesa Pasa justo al este del atolón Ravahere, Polinesia Francesa Pasa justo al oeste del atolón Nengonengo, Polinesia Francesa |
| 60°0′S 142°0′O / -60.000, -142.000  | Océano Antártico       | |
| 75°38′S 142°0′O / -75.633, -142.000 | Antártida              | Territorio no reclamado |